# Adetomyrma venatrix
Adetomyrma venatrix er en myreart. IUCN kategoriserer arten globalt som akut truet. Der findes ingen underarter. 
Adetomyrma venatrix lever i et symbiotisk forhold med deres egne larver. De voksne myrer fodrer laverne, der til gengæld lader dem bide sig for at drikke deres blod. Denne art kaldes populært "vampyrmyre".

## Referecer
1. ↑  https://www.iucnredlist.org/species/522/13059247 IUCN's beskrivelse af arten]

| Biologi | Spire Denne artikel om biologi er en spire som bør udbygges. Du er velkommen til at hjælpe Wikipedia ved at udvide den. |